# Se7e
Se7e foi um semanário de espectáculos português fundado em 1977 pelo grupo Projornal, sociedade de jornalistas que também editou o semanário O Jornal. A primeira edição foi publicada em 15 de junho de 1978 e durou até 1994.
Foram directores Mário Zambujal, Pedro Rafael dos Santos, José Silva Pinto, Luís Almeida Martins, Carlos Cáceres Monteiro, Afonso Praça, Rodolfo Iriarte, João Gobern e Manuel Falcão. 
Até meados dos anos 80 liderou a informação de espectáculos, com tiragens só ultrapassadas pelo semanário Expresso e pelos jornais desportivos. Acompanhou a época de ouro da música popular portuguesa e do rock português.
Da sua redacção fizeram parte, ao longo dos tempos, Acácio Barradas (o primeiro coordenador), Fernando Assis Pacheco (que ocupou os lugares de chefe de redacção e sub-director), António Rolo Duarte, Maria João Duarte, António Macedo, António Duarte, Belino Costa, Cláudia Baptista, João Vaz, Margarida Trincão, Viriato Teles, Daniel Ricardo, Cristina Baptista, Manuel Neto, António Costa Santos, José Fragoso, João Pedro Bandeira, José Manuel da Nóbrega, José Rui Cunha, José Zambujal, Margarida Magalhães, Margarida Rebelo Pinto e Pedro Rolo Duarte, entre outros. 
Teve ainda como colaboradores nomes como Eduardo Guerra Carneiro, Eurico da Fonseca, Herman José, João Ubaldo Ribeiro, Luís de Sttau Monteiro, Manuel Cadafaz de Matos, Nuno Gomes dos Santos, Vítor Pavão dos Santos e Rui Alexandre dos Ramos Samuel. 
Foi relançado em 4 de Maio de 1994, em forma de revista e com o roteiro destacável "Se7e Dias e Se7e Noites", tendo Manuel Falcão como director e Fernando Sobral como chefe de redacção. A última edição foi no dia 28 de Dezembro de 1994.